# Mateusz Mielczarski
Mateusz Mielczarski (ur. 20 listopada 1812 w Glinniku k. Łowicza, zm. 18 lipca 1868 w Warszawie) – polski organmistrz.
Uczeń Karola Żakiewicza z Brzezin. W latach 1835–50 działał w Łowiczu; później w Warszawie, gdzie zyskał opinię najznakomitszego organmistrza tego okresu w Królestwie Polskim. W 1859 jako jeden z pierwszych w Polsce wprowadził do organów miechy korbowe, wiatrownicę stożkową, wiatromierz, przesuwany stroik do piszczałek języczkowych oraz wolno stojący stół gry. Zbudował lub przebudował łącznie 126 instrumentów. Jego uczniami byli m.in. S. Przybyłowicz, Józef Szymański, H. Hartman, W. Królikowski.
Zmarł z powodu wypadku przy budowie organów katedry św. Jana w Warszawie.

## Dzieła
Niektóre organy piszczałkowe zbudowane przez Mateusza Mielczarskiego:
| Rok     | Miejscowość                              | Budynek                                                   | Uwagi                     |
| ------- | ---------------------------------------- | --------------------------------------------------------- | ------------------------- |
| 1829    | Nowe Miasto                              | ?                                                         |                           |
| 1836    | Łowicz                                   | Kolegiata                                                 |                           |
| 1843    | Marianów                                 | Kościół św. Izydora                                       | [ 6 ]                     |
| 1844    | Łowicz                                   | Kościół Bernardynek                                       |                           |
| 1846    | Łowicz                                   | Kościół ewangelicki                                       |                           |
| 1850    | Łowicz                                   | Kościół św. Jana                                          |                           |
| 1850    | Warszawa                                 | Kaplica w Instytucie Szlacheckim                          |                           |
| 1851    | Żdżary                                   | Kościół św. Mikołaja Biskupa                              | [ 7 ]                     |
| 1851/52 | Warszawa                                 | Kościół św. Anny                                          |                           |
| 1852    | Warszawice                               | Kościół św. Jana Chrzciciela                              | [ 8 ]                     |
| 1852/59 | Warszawa                                 | Kościół św. Karola Boromeusza                             |                           |
| 1853    | Warszawa                                 | Kościół Sakramentek                                       |                           |
| 1854    | Byczyna (województwo kujawsko-pomorskie) | Kościół św. Jadwigi Śląskiej                              | [ 9 ]                     |
| 1855    | Brwinów                                  | ?                                                         |                           |
| 1855    | Błonie                                   | ?                                                         |                           |
| 1856    | Borzęcin Duży                            | ?                                                         |                           |
| 1858    | Ląd                                      | Kościół NMP                                               | Przebudowa organów z 1734 |
| 1859/60 | Warszawa                                 | Kaplica Literacka Archikonfraterni Literackiej w katedrze |                           |
| 1860    | Warszawa                                 | Kościół Świętej Trójcy                                    |                           |
| 1861    | Warszawa                                 | Kaplica Grobu Pana Jezusa w kościele pokarmelickim        | [ 11 ]                    |
| 1862    | Warszawa                                 | Kościół Reformatów św. Antoniego                          |                           |
| 1863    | Domaniew                                 | ?                                                         |                           |
| 1865    | Wyrozęby                                 | Kościół Trójcy Przenajświętszej                           | [ 12 ]                    |
| 1867    | Koźle                                    | ?                                                         |                           |
| 1868    | Wilanów                                  | Kościół św. Anny                                          | Rozpoczęcie budowy        |